# Channel 8 (Singapour)
MediaCorp Channel 8 (en chinois: 八 频道, avant le 1er janvier 2005: 第八 波 道) est une chaîne de télévision de divertissement en mandarin basé à Singapour. Il appartient à le conglomérat MediaCorp et il est l'un des deux chaînes de télévision à Singapour en mandarin (l'autre étant Channel U).

## Histoire
La chaîne a commencé à émettre le 23 novembre 1963 comme Eight Frequency (第八 波 道), en tamoul et chinois, avec une majorité de programmes achetés chez les stations de télévision étrangères. Finalement, les programmes de langue tamoule ont été transférés à MediaCorp TV12 et Channel 8 est devenu un canal exclusivement en chinois mandarin.
La station, avec ses stations sœur Fifth Frequency et Twelfth Frequency, ont été privatisés, le 1er octobre 1994, et ils sont devenus partie de Television Corporation of Singapore (TCS) (en chinois : 新加坡 电视 机构). De nouvelles restructurations ont été faites en 12 février 2002, TCS devient MediaCorp TV (en chinois : 新 传媒 电视).